# Digito-compressione
La digito-compressione, o digito-pressione, è una manovra diagnostica che il medico utilizza nel caso di arrossamento della cute, per valutarne la permanenza o l'eventuale scomparsa.
Consiste nel premere sulla parte eritematosa con un dito e osservare la variazione di colore della pelle.
Più obiettivo risulta il metodo della vitro-pressione, che consente di visualizzare l'eventuale scomparsa del rossore durante la pressione, attraverso un vetro o materiale trasparente premuto sulla cute.